# قولو عسكاروف
قولو عسكاروف (بالأذرية: Qulu Əsgərov) (21 مارس 1914، ساليان - 23 فبراير 1983، باكو) – عازف مقام وأوبيرا (تينور دراما-ليريك)، ملحن ومطرب ومدرس أذربيجاني. 

## حياته و مشواره المهنية
ولد قولو رؤستام أغلو عسكاروف في 18 ديسمبر 1928 في ساليان. قام بأداء في المسرح و قاد في المسارح في المقاطع في في سن صغيرة. 
تلقى تعليمه في أكاديمية باكو للموسيقى إسمه عاسف زينلي بين 1953-1958.
قولو عسكاروف هو مؤالف عدد من الأغاني والتصنيفات. 
يحتفظ سجلته من قبل التلفزيون الوطني الأذربيجاني.
كان يعمل المطرب في مسرح أكاديمية دولة أذربيجان للأوبرا والباليه لسنوات العديدة. لعب عسكاروف ادوارا هاما التي لا تنسى في المسرح:
مجنون، ابن سلام، كرم (عزير حاجبايوف - "ليلي ومجنون"، "أصلي وكرم")، أشيق قريب (زولفوقار حجيبايوف - "أشيق قريب")، إسماعيل الصفوي (مسلم ماقوماييف (ملحن)-إسماعيل الصفوي).
توفي قولو عسكاروف في السنة التاسعة والخمسين من عمره في 15 ديسمبر عام 1987 في مدينة باكو.